# Alice Cooper: Brutally Live
Brutally Live es un álbum en vivo de Alice Cooper que contiene una presentación en directo en el Hammersmith Apollo del 19 de julio de 2000 en Londres, publicado el 5 de diciembre de ese mismo año. El álbum fue relanzado en el 2003 en formato dual de CD y DVD.

## Lista de canciones
1. «The Controler (Intro)» – 1:39
2. «Brutal Planet» (Alice Cooper, Bob Marlette) – 4:52
3. «Gimme» (Alice Cooper, Bob Marlette) – 4:52
4. «Go to Hell» (Alice Cooper, Dick Wagner, Bob Ezrin) – 3:42
5. «Blow Me a Kiss» (Alice Cooper, Bob Marlette, Bob Ezrin) – 3:06
6. «I'm Eighteen» (Alice Cooper, Michael Bruce, Glen Buxton, Dennis Dunaway. Neal Smith) – 4:28
7. «Pick Up the Bones» (Alice Cooper, Bob Marlette) – 4:54
8. «Feed My Frankenstein» (Alice Cooper, Nick Coler, Ian Richardson, Zodiac Mindwarp) – 4:18
9. «Wicked Young Man» (Alice Cooper, Bob Marlette) – 3:32
10. «Dead Babies» (Alice Cooper, Michael Bruce, Glen Buxton, Dennis Dunaway, Neal Smith)  – 3:28
11. «Ballad of Dwight Fry» (Alice Cooper, Michael Bruce) – 4:39
12. «I Love the Dead» (Alice Cooper, Bob Ezrin) – 2:30
13. «The Black Widow» (Alice Cooper, Dick Wagner, Bob Ezrin) – 3:14
14. «No More Mr. Nice Guy» (Alice Cooper, Michael Bruce) – 4:23
15. «It's Hot Tonight» (Alice Cooper, Dick Wagner, Bob Ezrin) – 2:46
16. «Caught in a Dream» (Michael Bruce) – 2:28
17. «It's the Little Things» (Alice Cooper, Bob Marlette) – 5:15
18. «Poison» (Alice Cooper, Desmond Child, John McCurry) – 4:53
19. «Take It Like a Woman» (Alice Cooper, Bob Marlette) – 2:37
20. «Only Women Bleed» (Alice Cooper, Dick Wagner) – 4:17
21. «You Drive Me Nervous» (Alice Cooper, Michael Bruce, Bob Ezrin) – 2:23
22. «Under My Wheels» (Michael Bruce, Dennis Dunaway, Bob Ezrin) – 4:41
23. «School's Out» (Alice Cooper, Michael Bruce, Glen Buxton, Dennis Dunaway, Neal Smith) – 4:41
24. «Billion Dollar Babies» (Alice Cooper, Michael Bruce, Neal Smith) – 2:26
25. «My Generation» (Pete Townshend) – 1:28
26. «Elected» (Alice Cooper, Michael Bruce, Glen Buxton, Dennis Dunaway, Bob Ezrin) – 4:49

### Lista de canciones del CD
1. «Brutal Planet» - 6:30
2. «Gimme» - 4:51
3. «Go to Hell» - 3:41
4. «Blow Me a Kiss» - 3:06
5. «I'm Eighteen» - 4:20
6. «Feed My Frankenstein» - 4:26
7. «Wicked Young Man» - 3:30
8. «No More Mr. Nice Guy» - 4:18
9. «It's Hot Tonight» - 2:51
10. «Caught in a Dream» - 2:26
11. «It's the Little Things» - 5:16
12. «Poison» - 4:53
13. «Take It Like a Woman» - 2:37
14. «Only Women Bleed» - 4:15
15. «You Drive Me Nervous» - 2:23
16. «Under My Wheels» - 4:45
17. «School's Out» - 4:36
18. «Billion Dollar Babies» - 2:24
19. «My Generation» - 1:29
20. «Elected» - 4:49